# Barreirosuchus
Barreirosuchus é um gênero crocodiliano extinto do Cretáceo Superior encontrado na formação Adamantina, São Paulo. Há uma única espécie descrita para o gênero Barreirosuchus franciscoi.

## Descoberta
A espécie é conhecida apenas pelo holótipo (MPMA-04-0012/00), uma porção posterior do crânio com seis dentes e uma série de quatro vértebras, duas dorsais e duas sacrais. Os restos fósseis foram encontrados a 4 km do município de Monte Alto, nas escarpas da Serra do Jaboticabal, e pertencem a formação Adamantina, na Bacia Bauru, que data dos estágios Turoniano e Santoniano do Cretáceo Superior.